# Кунце, Александр Иванович
Александр Иванович Кунце (нем. Alexander Kuntze; 1843—1911, Можайск) — русский врач немецкого происхождения. В 1867—1873 годах служил на Дальнем Востоке медиком при Сибирском удельном ведомстве в гавани Находка.

## Биография
Родился в Санкт-Петербурге 10 (22) июля 1843 года; отец — купец 3-й гильдии Johann Christian Kuntze. С 1854 по 1861 год учился в Ларинской гимназии, окончив которую поступил в Медико-хирургическую академию.

### Сибирское удельное ведомство
После создания в 1867 году Сибирского удельного ведомства, назначенный управляющим удельными землями Г. В. Фуругельм стал искать среди чиновников департамента уделов в Петербурге желающих занять должности бухгалтера, землемера, лекаря и фельдшера для службы в Находке. Медиком был приглашён выпускник Санкт-Петербургской медико-хирургической академии Александр Иванович Кунце, который, в порыве отчаяния, сам предложил свои услуги Фуругельму после того, как его любимая девушка решила выйти замуж за другого; 23 июня 1867 года Кунце вместе с другими членами удельного ведомства — М. И. Ивановым и И. С. Шишкиным выехал к месту назначения. В январе 1869 года Кунце и землемер Шишкин прибыли в военный пост Владивосток, а 20 апреля по вызову Фуругельма Кунце прибыл в Находку, где очень нуждались в помощи врача.
Зимой 1869 года Кунце, нарушив немецкие семейные традиции, женился на уссурийской казачке Татьяне Власовне и 12 апреля следующего года у них родилась дочь Мария, а ещё через год — сын Евгений. По воспоминаниям внука А. И. Кунце, сына Марии Кунце — художника К. Е. Климова: «…Наша мама родилась в бухте Находка в 1870 году. Никакого училища в те годы вблизи Находки не было, и решено было отправить маму учиться в Петербург к тёте Сане. Ехала она шесть месяцев и приехала благополучно, а было ей тогда около семи лет». Однажды на Святки, когда уже стемнело, Татьяна Власовна вышла на улицу и увидела в палисаднике фигуру тигра, приготовившегося к прыжку. Она успела вовремя забежать в дом, прикрыв за собой дверь.
В письме родным в Петербург от 11 августа 1870 года Кунце писал из Находки: «Я так устроил свою маленькую квартиру, состоящую из двух комнат… Только большая жара летом и близость коров с их освежающим запахом являются, конечно, недостатком, который я плохо переношу…» Далее в письме Кунце жаловался на «эгоизм» Фуругельма. Он был единственным профессиональным врачом на весь край. Его обязанности ограничивались обслуживанием членов удельного ведомства, но он не отказывал в безвозмездной помощи остальному населению Находки. До своих пациентов Кунце часто добирался пешком, иногда на лошадях. Он принимал больных в своей маленькой квартире, иногда давая им приют: у него жили дочь переселенцев, беременная женщина, жена немецкого колониста, купец из Владивостока. В ведении Кунце на другом берегу находился барак для больных оспой.
После смерти Г. Фуругельма 30 апреля 1871 года руководство перешло к «триумвирату» из чиновников удельного управления — Н. А. Крюкову, И. С. Шишкину и А. И. Кунце. 25 мая 1873 года была завершена передача удельного имущества морскому ведомству, чиновники отбыли через Сибирь в Петербург.

### Дальнейшая жизнь в европейской части России
После возвращения с Дальнего Востока А. И. Кунце устроился земским врачом в Симбирской губернии, где трудился с 1884 по 1890 годы. По воспоминаниям К. Е. Климова, записанным им в 1967—1968 годах:

Слышали мы от мамы, что жизнь дедушки там была нелёгкой. Помещик Анненков, от которого очень многое зависело, был порядочным самодуром, и дедушка с ним часто не ладил. Потом семья переехала из Симбирска в Брест-Литовск. <…>. А последним местом работы дедушки был уездный город Можайск, где дед стал участковым железнодорожным врачом на Московско-Брестской железной дороге. Там он и умер…— Латвия в судьбе художника Евгения Климова // Латвийский православный хронограф. — Рига: Синод Латвийской Православной Церкви, 2016. — Вып. 2. — С. 80.
Скончался А. И. Кунце 21 июля (3 августа) 1911 года.